# Riley Keough
Danielle Riley Keough (Los Angeles, 29 maggio 1989) è una modella e attrice statunitense.

## Biografia
Nata a Los Angeles il 29 maggio 1989, è figlia della cantante Lisa Marie Presley e del musicista Danny Keough; suo nonno materno fu il cantante Elvis Presley, mentre sua nonna materna è l'attrice Priscilla Presley. Aveva un fratello minore, Benjamin Keough, morto suicida a 27 anni il 12 luglio 2020, e ha due sorellastre, le gemelle Finley Aaron Love Lockwood e Harper Vivienne Ann Lockwood, nate dal quarto matrimonio della madre con il chitarrista Michael Lockwood.
Inizia la sua carriera come modella giovanissima: all'età di dodici anni partecipa ad una campagna pubblicitaria di Tommy Hilfiger, mentre a quattordici anni debutta sulle passerella, sfilando per la collezione autunno/inverno di Dolce & Gabbana. Nello stesso anno appare sulla copertina di Vogue, al fianco della madre e di sua nonna Priscilla, fotografate da Annie Leibovitz. Nel 2005 lavora per Christian Dior, sfilando per la collezione primavera/estate e diventando testimonial del profumo Miss Dior Chérie.
Debutta come attrice nel 2010 nel film The Runaways di Floria Sigismondi, film biografico sull'omonimo gruppo rock degli anni settanta, dove la Keough interpreta Marie Currie, sorella di Cherie Currie. Nel 2011 recita al fianco di Orlando Bloom nel thriller The Good Doctor. Nel 2013 partecipa come protagonista al video del brano TKO di Justin Timberlake, mentre nel 2014 è protagonista in Miu Miu Women's Tales No.7, campagna pubblicitaria di Miu Miu.

## Vita privata
Ha avuto una relazione con l'attore Alex Pettyfer, conosciuto durante le riprese di Magic Mike. Nel 2012, durante le riprese di Mad Max: Fury Road, conosce il cascatore australiano Ben Smith-Petersen; dopo sei mesi di fidanzamento, i due si sposano il 4 febbraio 2015 a Napa, in California.
Sua madre Lisa Marie Presley è morta a 54 anni per un arresto cardiaco il 12 gennaio 2023 e, durante un tributo commemorativo letto a nome di Keough, suo marito ha rivelato che la coppia ha avuto una figlia nata nel 2022.

## Agenzie
- Storm Models - Londra
- D'management Group
- Marilyn Agency - Parigi
- DNA Model Management
- Marilyn Agency - New York

## Filmografia

### Attrice

#### Cinema
- The Runaways, regia di Floria Sigismondi (2010)
- The Good Doctor, regia di Lance Daly (2011)
- Yellow, regia di Nick Cassavetes (2012)
- Kiss of the Damned, regia di Xan Cassavetes (2012)
- Magic Mike, regia di Steven Soderbergh (2012)
- Jack and Diane, regia di Bradley Rust Gray (2012)
- Mad Max: Fury Road, regia di George Miller (2015)
- Dixieland, regia di Hank Bedford (2015)
- Lovesong, regia di So Yong Kim (2016)
- American Honey, regia di Andrea Arnold (2016)
- La scoperta (The Discovery), regia di Charlie McDowell (2017)
- We Don't Belong Here, regia di Peer Pedersen (2017)
- It Comes at Night, regia di Trey Edward Shults (2017)
- La truffa dei Logan (Logan Lucky), regia di Steven Soderbergh (2017)
- Welcome to the Stranger, regia di Justin Kelly (2018)
- Under the Silver Lake, regia di David Robert Mitchell (2018)
- La casa di Jack (The House That Jack Built), regia di Lars von Trier (2018)
- Hold the Dark, regia di Jeremy Saulnier (2018)
- The Lodge, regia di Veronika Franz e Severin Fiala (2019)
- Dove la terra trema (Earthquake Bird), regia di Wash Westmoreland (2019)
- Le strade del male (The Devil All the Time), regia di Antonio Campos (2020)
- Zola, regia di Janicza Bravo (2020)
- Sasquatch Sunset, regia di Nathan e David Zellner (2024)
- Hurry Up Tomorrow, regia di Trey Edward Shults (2025)
- Jay Kelly, regia di Noah Baumbach (2025)

#### Televisione
- The Girlfriend Experience - serie TV, 13 episodi (2016)
- Paterno, regia di Barry Levinson - film TV (2018)
- Riverdale - serie TV, 1 episodio (2018)
- The Terminal List - serie TV, 8 episodi (2022)
- Daisy Jones & The Six, regia di James Ponsoldt e Nzingha Stewart - miniserie TV (2023)
- Under the Bridge - miniserie TV (2024)

#### Cortometraggi
- The Strange Strangers, regia di Juliana Sorelli (2012)
- Blake, regia di Brendan Sexton III (2013)
- Supermodel Acting Class, regia di Graydon Sheppard (2013)
- Hollywood Lucifer, regia di Juliana Sorelli (2014)
- Madame Le Chat, regia di Juliana Sorelli (2014)
- Spark and Light, regia di So Yong Kim (2014)
- Play the Wind, regia di Alex Prager (2019)

#### Videoclip
- TKO - Justin Timberlake (2013)

### Regista

#### Cinema
- War Pony (2022)

### Doppiatrice
- The Guilty, regia di Antoine Fuqua (2021)
- Calls - serie TV, 1 episodio (2021)

## Riconoscimenti
- Golden Globe
  - 2017 - Candidatura alla miglior attrice in una mini-serie o film per la televisione per The Girlfriend Experience
  - 2024 - Candidatura alla migliore attrice in una miniserie o film televisivo per Daisy Jones & The Six

- Festival di Cannes
  - 2022 - Caméra d'or per War Pony
  - 2022 - Candidatura all'Un Certain Regard per War Pony
- MTV Movie & TV Awards
  - 2023 - Candidatura per la miglior performance in una serie televisiva per Daisy Jones & The Six[7]
  - 2023 - Candidatura per il miglior bacio (condiviso con Sam Claflin) per Daisy Jones & The Six
- Torino Film Festival
  - 2022 - Premio Scuola Holden (miglior sceneggiatura) per War Pony

## Doppiatrici italiane
Nelle versioni in italiano delle opere in cui ha recitato, Riley Keough è stata doppiata da:
- Francesca Manicone in The Girlfriend Experience, Le strade del male, Under the Silver Lake, Under the Bridge
- Joy Saltarelli in Mad Max: Fury Road, La scoperta, Paterno, Dove la terra trema
- Valentina Favazza in La casa di Jack, The Terminal List
- Letizia Ciampa ne La truffa dei Logan, The Lodge
- Giulia Franceschetti in American Honey
- Olivia Costantini in It Comes at Night
- Chiara Leoncini in Daisy Jones & The Six
- Domitilla D'Amico in Calls
- Eva Padoan in Hurry Up Tomorrow

Da doppiatrice è sostituita da: 
- Valentina Favazza in The Guilty